# Вулиця Олеся Гончара (Херсон)
Вулиця Олеся Гончара — вулиця в Центральному районі Херсона. Бере свій початок від проспекту Незалежності та закінчується, впираючись у вулицю Шолом-Алейхема. Довжина вулиці становить 1 км 96 м.

## Історія
На проекті 1785 р. була крайньою північною вулицею передмістя, мала довжину в три квартали та закінчувалася в районі ринку Привоз. На плані міста 1855 р. мала назву М'ясницька та містила в собі сучасну вулицю Льва Толстого, на перетині з якою з кінця XVIII ст. знаходилися м'ясні ряди та різні. У 1911 р., з нагоди 100-річчя від народження російського критика та публіциста Бєлінського В. Г. вулиця М'ясницька була перейменована на його честь. Формування вулиці завершилось на початку XX ст.
Сучасна назва на честь українського письменника Олеся Гончара з 2018 року. Ідею присвоєння одній із вулиць Херсона імені Олеся Гончара висунула обласна організація Національної спілки письменників України (НСПУ), її підтримали низка громадських організацій та почесних громадян міста. Голова Херсонської обласної організації НСПУ Василь Загороднюк так відгукувався про перейменування: «Ще 2007 року Херсонська міськрада схвалила рішення про присвоєння одній із вулиць імені Олеся Гончара. Але аж до цього часу воно не було виконано, попри те, що ми неодноразово звертали на це увагу. Нарешті перемогла історична справедливість. Життя Олеся Гончара безпосередньо пов'язане з Херсоном та Херсонщиною. Він багато років представляв нашу область у Верховній Раді УРСР як народний депутат. Зрештою, велика частина його творчості пронизана степовими мотивами. Письменник присвятив чимало своїх творів історії Таврії, нашим землякам, зокрема „Берег любові“, „Бригантина“, „Перекоп“, „Таврія“, „Тронка“, „Жайворонок“ та інші». Також, за твердженням ініціаторів перейменування, завдяки Олесеві Гончару в Херсоні з'явилася бібліотека, літературний музей імені Бориса Лавреньова, художній музей імені Олексія Шовкуненка, новий корпус державного університету. Крім того Гончар лобіював для області ремонти доріг, будівництво шкіл та дитячих садків.

## Будівлі

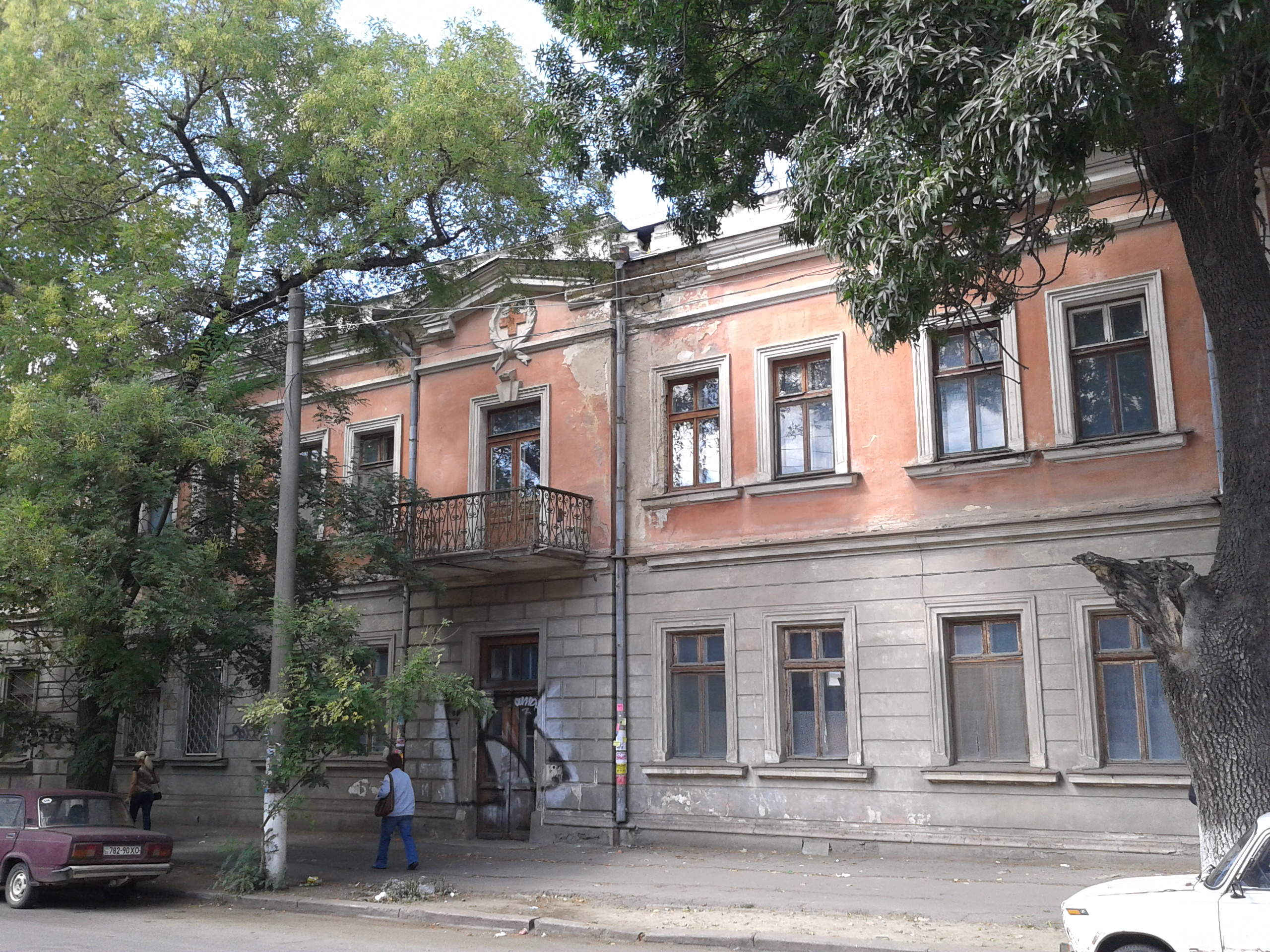
Будинок № 6

У двоповерховій будівлі другої половини XIX ст. (буд. № 6) до 20-х років ХХ ст. розміщувалося відділення Товариства Червоного Хреста з лікарнею Херсонської общини сестер милосердя. Община сестер милосердя була заснована в Херсоні відділенням Товариства Червоного Хреста в січні 1893 року. З кінця 1960 року в приміщенні розташовувався онкологічний шпиталь. У теперішній час будівлю займає хірургічне та гінекологічне відділення обласного онкологічного диспансеру.